# Urnäsch
Urnäsch (gsw. Uernäsch) – gmina (niem. Einwohnergemeinde) w północno-wschodniej Szwajcarii, w kantonie Appenzell Ausserrhoden. 31 grudnia 2014 gmina liczyła 2230 mieszkańców. Do 1995 należała do okręgu Hinterland.